# Germán Berterame
Germán Berterame (* 13. November 1998 in Villa María, Córdoba) ist ein argentinischer Fußballspieler auf der Position eines Stürmers.

## Leben
Berterame begann seine Laufbahn beim Club Atlético San Lorenzo de Almagro, für den er jedoch nur zu Einsätzen in der zweiten Mannschaft kam. In der ersten Hälfte des Jahres 2019 wurde er an den CA Patronato ausgeliehen und anschließend an Atlético San Luis verkauft. In dessen Reihen wurde er im Torneo Grita México Apertura 2021 mit 9 Treffern – gleichauf mit Nicolás López vom Ligarivalen UANL Tigres – Torschützenkönig der mexikanischen Liga.

## Erfolge
- Torschützenkönig der mexikanischen Liga: Apertura 2021